# 231571 Tubolyvince
231571 Tubolyvince è un asteroide della fascia principale. Scoperto nel 2008, presenta un'orbita caratterizzata da un semiasse maggiore pari a 2,893057 UA e da un'eccentricità di 0,085998, inclinata di 2,902822° rispetto all'eclittica.